# Organizarea administrativă a Coreei de Sud

Împărțirea Coreei de Sud în provincii

Coreea de Sud este împărțită politic într-un oraș special (Teukbyeolsi; 특별시; 特別市), un oraș autonom special (Teukbyeol-jachi-si; 특별자치시; 特別自治市), șase orașe metropolitane (Gwangyeoksi; 광역시; 廣域市), opt provincii (Do; 도; 道) și o provincie autonomă specială (Teukbyeol-jachi.do; 특별자치도; 特別自治道). Acestea sunt la rândul lor subdivizate în structuri mai mici.

## Subdiviziune primară (provincii)

### Teukbyeolsi
Teukbyeolsi (특별시, 特別市, Special City) este o subdiviziune principală a Coreei de Sud, împreună cu metropola (Gwangyeoksi) și provincia (Do). Coreea de Sud are un Teukbyeolsi:
- Seoul (1)

Seulul este împărțit în cartiere (Gu).

### Gwangyeoksi
Gwangyeoksi (광역시, 廣域市, Metropolitan City) este o subdiviziune principală a Coreei de Sud, împreună cu orașul specific (Teukbyeolsi) și provincia (Do). Coreea de Sud are șase Gwangyeoksi:
- Busan (2)
- Daegu (3)
- Incheon (4)
- Gwangju (5)
- Daejeon (6)
- Ulsan (7)

Gwangju și Daejeon sunt împărțite doar în Gu (districte), restul sunt împărțite atât în Gu, cât și în județe (Gun).

### Do
Do (도, 道, Province) este o subdiviziune primară a Coreei de Sud, împreună cu Orașul Special (Teukbyeolsi) și Orașul Mare (Gwangyeoksi). Coreea de Sud are opt Do:
- Gyeonggi-do (8)
- Gangwon-do (9)
- Chungcheongbuk-do (10)
- Chungcheongnam-do (11)
- Jeollabuk-do (12)
- Jeollanam-do (13)
- Gyeongsangbuk-do (14)
- Gyeongsangnam-do (15)

Fiecare Do este împărțit în județe (Gun) și orașe (Si).

#### Provincii revendicate
Coreea de Sud revendică cinci provincii de pe teritoriul controlat de Coreea de Nord. Aste provincii revendicate sunt administrate de Comitetul celor Cinci Provincii Coreene Nordice (coreeană Hangul: 이북5도위원회; coreeană Hanja: 以北五道委員會). Ele își au originile din împărțirea de pe vremea Imperiului coreean și sunt diferite de actualele provincii nord-coreene.
| Provincie istorică | Nume              | Hangul   | Hanja    | Arie (km2) | Capitală | Regiune culturală |
| ------------------ | ----------------- | -------- | -------- | ---------- | -------- | ----------------- |
| Hamgyong           | Hamgyeong de Nord | 함경북도 | 咸鏡北道 | 20.345     | Chongjin | Gwanbuk           |
| Hamgyong           | Hamgyeong de Sud  | 함경남도 | 咸鏡南道 | 31.977     | Hamhung  | Gwannam           |
| Pyongan            | Pyeongan de Nord  | 평안북도 | 平安北道 | 28.443     | Sinuiju  | Gwanseo           |
| Pyongan            | Pyeongan de Sud   | 평안남도 | 平安南道 | 14.944     | Phenian  | Gwanseo           |
| Hwanghae           | Hwanghae          | 황해도   | 黃海道   | 16.744     | Haeju    | Haeseo            |

### Teukbyeol-jachi-do
Teukbyeol-jachi-do (특별 자치도, 特別自治道, Special Autonomous Province) este statutul de:
- Jeju-do (16)

### Teukbyeol-jachi-si
Teukbyeol-jachi-si (특별 자치시, 特別自治市, Special Autonomous City) este statutul de:
- Sejong (17)